# Presidente de Bougainville
El presidente de la Región autónoma de Bougainville gobierna la isla, que es una entidad autónoma dentro de Papúa Nueva Guinea. Fue instituido en 2005 tras la guerra civil de Bougainville
El cargo dura 5 años con derecho a reelegirse una vez.
- Datos: Q7241305